# San Platano

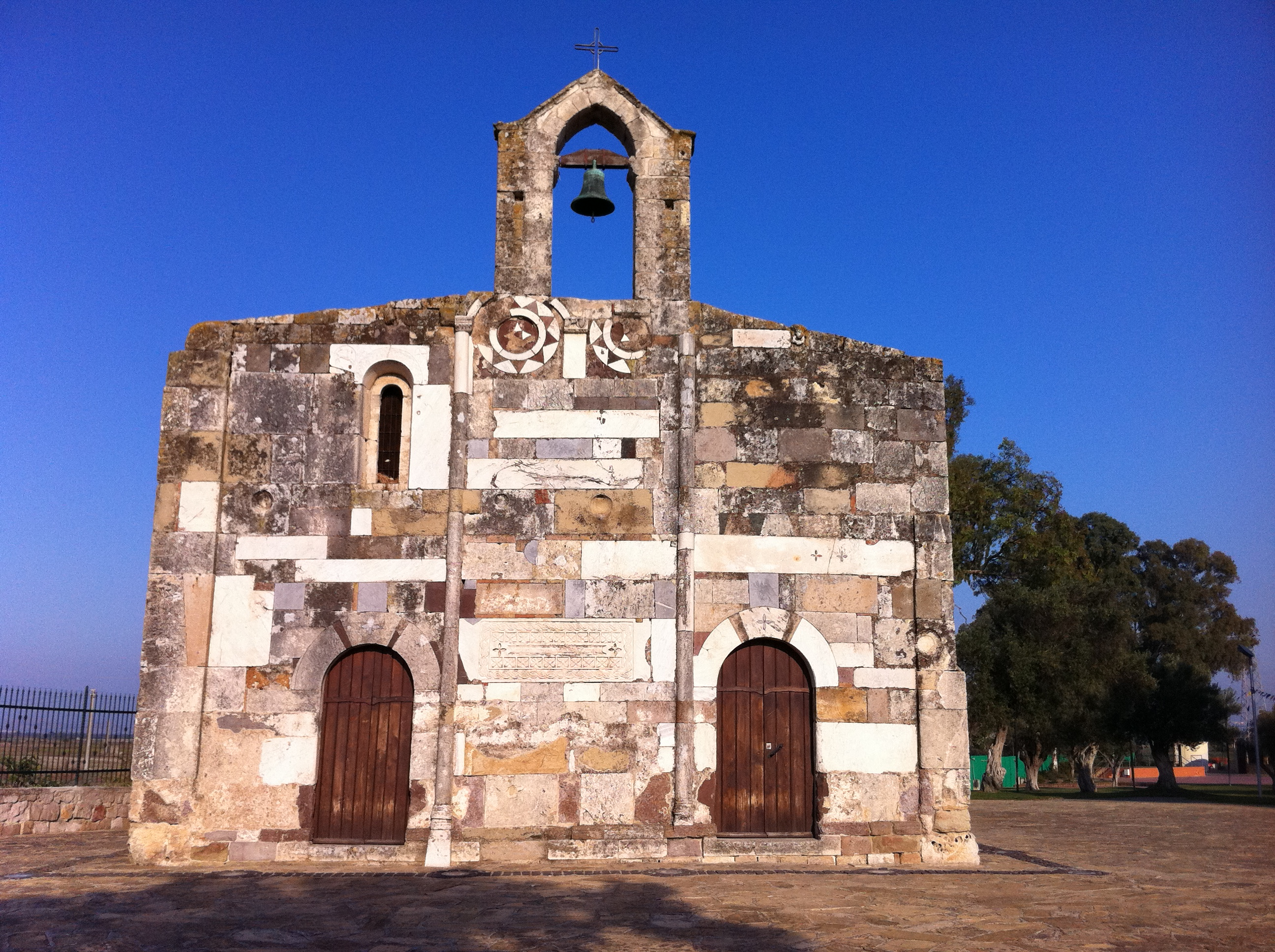
San Platano

San Platano in der Metropolitanstadt Cagliari auf Sardinien liegt am Nordrand von Villaspeciosa. Die kleine um 1140 n. Chr. von den Viktorinern aus Kalksteinquadern errichtete romanische Doppelapsidenkirche lässt ein erstes Verschmelzen toskanischer und provenzalischer Stilelemente erkennen.
Die unsymmetrische Fassade mit zahlreichen interessanten Zierelementen, Spolien, die aus dem nahe gelegenen römisch-frühchristlichen Ruinenfeld stammen, und statt eines Turmes eine Espadaña tragen, vermittelt einen heiteren, farbigen Eindruck; ebenso die Rückseite mit ihren pisanischen Blendbögen, Kapitellen und den kleinen Säulen. Die beiden ungleichen Längsschiffe mit den getrennten Eingängen und Apsiden besaßen Tonnengewölbe nach Art der Viktoriner, von denen nur noch die Ansätze der Gurtbögen zu sehen sind. Heute hat die beinahe Fensterlose, kastenförmige Kirche eine Balkendecke.